# Dave Lombardo
Dave Lombardo (født 16. februar 1965 i Havana, Cuba) spillede trommer i det amerikanske thrash metalband Slayer. Lombardo har forladt bandet og kommet tilbage flere gange,  i modsætning til Tom Araya og Kerry King, som har været konstante.

## Diskografi
| - 1999: Fantômas - 2001: The Director's Cut - 2004: Delìrium Còrdia - 2005: Suspended Animation - 2005: Animali In Calore Surriscaldati Con Ipertermia Genitale/Cat in Red - 1983: Show No Mercy - 1984: Haunting the Chapel - 1985: Hell Awaits - 1985: Live Undead - 1986: Reign in Blood - 1988: South of Heaven - 1990: Seasons in the Abyss - 1991: Decade of Aggression - 2006: Christ Illusion - 2009: World Painted Blood | - 1995: Power of Inner Strength - 1997: Nemesis - 1999: Solidify - 2004: Incorporated - 1994: Jesus Killing Machine (Voodoocult album) - 1999: Taboo and Exile (John Zorn album) - 1999: The Gathering (Testament album) - 2000: Xu Feng (John Zorn album) - 2003: Reflections (Apocalyptica album, different songs) - 2005: Apocalyptica (Apocalyptica album, "Betrayal \ Forgiveness") - 2005: Drums of Death (DJ Spooky vs. Dave Lombardo) - 2007: Worlds Collide (Apocalyptica album, "Last Hope") |